# Roman Müller-Böhm
Roman Müller-Böhm (12 de dezembro de 1992) é um político alemão. Nasceu em Essen, Renânia do Norte-Vestfália, e representa o Partido Democrático Livre (FDP). Roman Müller-Böhm é membro do Bundestag do estado da Renânia do Norte-Vestfália desde 2017.

## Vida
Müller-Böhm concluiu o ensino médio em 2012 na Luisenschule em Mülheim an der Ruhr. Desde então, ele estuda Direito em Bochum. Ele tornou-se membro do bundestag após as eleições federais alemãs de 2017. Ele é membro da comissão de direito e defesa do consumidor, bem como da comissão de turismo.